# Lijst van planetoïden 17101-17200
Dit is een lijst van planetoïden 17101-17200. Voor de volledige lijst zie de lijst van planetoïden.
Stand per 12 juni 2023. Afgeleid uit data gepubliceerd door het Minor Planet Center.
| Naam                  | Voorlopige naamgeving | Datum ontdekking  | Ontdekker                            |
| --------------------- | --------------------- | ----------------- | ------------------------------------ |
| (17101) Sakenova      | 1999 JZ38             | 10 mei 1999       | LINEAR                               |
| (17102) Begzhigitova  | 1999 JB41             | 10 mei 1999       | LINEAR                               |
| (17103) Kadyrsizova   | 1999 JC42             | 10 mei 1999       | LINEAR                               |
| (17104) McCloskey     | 1999 JV46             | 10 mei 1999       | LINEAR                               |
| (17105) -             | 1999 JC47             | 10 mei 1999       | LINEAR                               |
| (17106) Tidball       | 1999 JT48             | 10 mei 1999       | LINEAR                               |
| (17107) -             | 1999 JJ51             | 10 mei 1999       | LINEAR                               |
| (17108) Patricorbett  | 1999 JL51             | 10 mei 1999       | LINEAR                               |
| (17109) -             | 1999 JF52             | 10 mei 1999       | LINEAR                               |
| (17110) -             | 1999 JG52             | 10 mei 1999       | LINEAR                               |
| (17111) -             | 1999 JH52             | 10 mei 1999       | LINEAR                               |
| (17112) -             | 1999 JM52             | 10 mei 1999       | LINEAR                               |
| (17113) -             | 1999 JE54             | 10 mei 1999       | LINEAR                               |
| (17114) -             | 1999 JJ54             | 10 mei 1999       | LINEAR                               |
| (17115) Justiniano    | 1999 JT54             | 10 mei 1999       | LINEAR                               |
| (17116) -             | 1999 JO57             | 10 mei 1999       | LINEAR                               |
| (17117) -             | 1999 JL58             | 10 mei 1999       | LINEAR                               |
| (17118) -             | 1999 JM58             | 10 mei 1999       | LINEAR                               |
| (17119) Alexisrodrz   | 1999 JP59             | 10 mei 1999       | LINEAR                               |
| (17120) -             | 1999 JP60             | 10 mei 1999       | LINEAR                               |
| (17121) Fernandonido  | 1999 JX60             | 10 mei 1999       | LINEAR                               |
| (17122) -             | 1999 JH63             | 10 mei 1999       | LINEAR                               |
| (17123) -             | 1999 JQ63             | 10 mei 1999       | LINEAR                               |
| (17124) Rishavalera   | 1999 JC65             | 12 mei 1999       | LINEAR                               |
| (17125) Vijayakumar   | 1999 JB68             | 12 mei 1999       | LINEAR                               |
| (17126) Sophiawang    | 1999 JH68             | 12 mei 1999       | LINEAR                               |
| (17127) Ryanwestcott  | 1999 JE69             | 12 mei 1999       | LINEAR                               |
| (17128) Stephyoshida  | 1999 JS75             | 10 mei 1999       | LINEAR                               |
| (17129) -             | 1999 JM78             | 13 mei 1999       | LINEAR                               |
| (17130) Alexzhang     | 1999 JV79             | 13 mei 1999       | LINEAR                               |
| (17131) Paulazhu      | 1999 JL80             | 12 mei 1999       | LINEAR                               |
| (17132) -             | 1999 JV80             | 12 mei 1999       | LINEAR                               |
| (17133) -             | 1999 JC81             | 12 mei 1999       | LINEAR                               |
| (17134) -             | 1999 JX81             | 12 mei 1999       | LINEAR                               |
| (17135) -             | 1999 JD82             | 12 mei 1999       | LINEAR                               |
| (17136) -             | 1999 JE82             | 12 mei 1999       | LINEAR                               |
| (17137) -             | 1999 JK84             | 12 mei 1999       | LINEAR                               |
| (17138) Burgosrosario | 1999 JM84             | 12 mei 1999       | LINEAR                               |
| (17139) Malyshev      | 1999 JS86             | 12 mei 1999       | LINEAR                               |
| (17140) Yangkevin     | 1999 JU86             | 12 mei 1999       | LINEAR                               |
| (17141) Bhatia        | 1999 JV94             | 12 mei 1999       | LINEAR                               |
| (17142) -             | 1999 JQ95             | 12 mei 1999       | LINEAR                               |
| (17143) Andrewbrinton | 1999 JN97             | 12 mei 1999       | LINEAR                               |
| (17144) Laurenchen    | 1999 JW98             | 12 mei 1999       | LINEAR                               |
| (17145) Hollycheng    | 1999 JG99             | 12 mei 1999       | LINEAR                               |
| (17146) -             | 1999 JB102            | 13 mei 1999       | LINEAR                               |
| (17147) Mariafields   | 1999 JF102            | 13 mei 1999       | LINEAR                               |
| (17148) Arifirester   | 1999 JJ105            | 12 mei 1999       | LINEAR                               |
| (17149) Victoriagraf  | 1999 JM105            | 13 mei 1999       | LINEAR                               |
| (17150) -             | 1999 JP109            | 13 mei 1999       | LINEAR                               |
| (17151) Zanderhill    | 1999 JB114            | 13 mei 1999       | LINEAR                               |
| (17152) -             | 1999 JA118            | 13 mei 1999       | LINEAR                               |
| (17153) -             | 1999 JK119            | 13 mei 1999       | LINEAR                               |
| (17154) -             | 1999 JS121            | 13 mei 1999       | LINEAR                               |
| (17155) -             | 1999 KZ1              | 16 mei 1999       | Spacewatch                           |
| (17156) Kennethseitz  | 1999 KS3              | 19 mei 1999       | Spacewatch                           |
| (17157) -             | 1999 KP6              | 21 mei 1999       | Beijing Schmidt CCD Asteroid Program |
| (17158) -             | 1999 KA8              | 18 mei 1999       | LINEAR                               |
| (17159) -             | 1999 KG15             | 18 mei 1999       | LINEAR                               |
| (17160) Jetly         | 1999 LT10             | 8 juni 1999       | LINEAR                               |
| (17161) -             | 1999 LQ13             | 9 juni 1999       | LINEAR                               |
| (17162) Nithinkavi    | 1999 LX13             | 9 juni 1999       | LINEAR                               |
| (17163) Vasifedoseev  | 1999 LT19             | 9 juni 1999       | LINEAR                               |
| (17164) -             | 1999 LP24             | 9 juni 1999       | LINEAR                               |
| (17165) -             | 1999 LS27             | 9 juni 1999       | LINEAR                               |
| (17166) Secombe       | 1999 MC               | 17 juni 1999      | J. Broughton                         |
| (17167) Olgarozanova  | 1999 NB               | 4 juli 1999       | Kleť                                 |
| (17168) -             | 1999 NP3              | 13 juli 1999      | LINEAR                               |
| (17169) Tatarinov     | 1999 NQ23             | 14 juli 1999      | LINEAR                               |
| (17170) Vsevustinov   | 1999 NS25             | 14 juli 1999      | LINEAR                               |
| (17171) -             | 1999 NB38             | 14 juli 1999      | LINEAR                               |
| (17172) -             | 1999 NZ41             | 14 juli 1999      | LINEAR                               |
| (17173) Evgenyamosov  | 1999 RN10             | 7 september 1999  | LINEAR                               |
| (17174) Krivitsky     | 1999 RX53             | 7 september 1999  | LINEAR                               |
| (17175) -             | 1999 SS3              | 24 september 1999 | LINEAR                               |
| (17176) Viktorov      | 1999 SH17             | 30 september 1999 | LINEAR                               |
| (17177) -             | 1999 TA41             | 8 oktober 1999    | CSS                                  |
| (17178) Caitlinrita   | 1999 TK218            | 15 oktober 1999   | LINEAR                               |
| (17179) Codina        | 1999 TC224            | 4 oktober 1999    | LONEOS                               |
| (17180) Rupertli      | 1999 TS291            | 10 oktober 1999   | LINEAR                               |
| (17181) -             | 1999 UM3              | 19 oktober 1999   | LINEAR                               |
| (17182) -             | 1999 VU               | 1 november 1999   | LINEAR                               |
| (17183) -             | 1999 VO2              | 5 november 1999   | CSS                                  |
| (17184) Carlrogers    | 1999 VL22             | 13 november 1999  | C. W. Juels                          |
| (17185) Mcdavid       | 1999 VU23             | 14 november 1999  | C. W. Juels                          |
| (17186) Sergivanov    | 1999 VP28             | 3 november 1999   | LINEAR                               |
| (17187) -             | 1999 VM72             | 14 november 1999  | Beijing Schmidt CCD Asteroid Program |
| (17188) -             | 1999 WC2              | 17 november 1999  | LINEAR                               |
| (17189) -             | 1999 WU3              | 28 november 1999  | T. Kobayashi                         |
| (17190) Retopezzoli   | 1999 WY8              | 28 november 1999  | S. Sposetti                          |
| (17191) -             | 1999 XS107            | 4 december 1999   | CSS                                  |
| (17192) Loharu        | 1999 XL172            | 10 december 1999  | LINEAR                               |
| (17193) Alexeybaran   | 1999 XC205            | 12 december 1999  | LINEAR                               |
| (17194) -             | 1999 XA221            | 14 december 1999  | LINEAR                               |
| (17195) Jimrichardson | 1999 XQ234            | 3 december 1999   | LONEOS                               |
| (17196) Mastrodemos   | 1999 XW234            | 3 december 1999   | LONEOS                               |
| (17197) Matjazbone    | 2000 AC2              | 3 januari 2000    | LINEAR                               |
| (17198) Gorjup        | 2000 AA1              | 3 januari 2000    | LINEAR                               |
| (17199) Jasonliu      | 2000 AT40             | 3 januari 2000    | LINEAR                               |
| (17200) -             | 2000 AF47             | 4 januari 2000    | LINEAR                               |